# Una trappola per Jerry
Una trappola per Jerry (Designs on Jerry) è un film del 1955 diretto da William Hanna e Joseph Barbera. È il novantatreesimo cortometraggio animato della serie Tom & Jerry, distribuito il 2 settembre 1955 dalla Metro-Goldwyn-Mayer.

## Trama
Tom sta progettando una trappola per topi articolata come una macchina di Rube Goldberg. Una volta completata disegnando un topolino, se ne va a dormire sognando il successo e la fama che otterrà. Mentre Tom dorme, il topolino disegnato prende vita e va ad avvisare Jerry della trappola preparata da Tom e lo porta a vedere il progetto. All'improvviso però anche un gatto disegnato sul progetto si anima e inizia ad inseguire i due topolini; dopo diverse peripezie lo colpiscono con dell'acqua facendolo sciogliere, dopodiché lo risucchiano con una penna e lo rinchiudono nella boccetta di inchiostro bianco. Nello stesso momento Tom si sveglia e allora Jerry e il topolino modificano di nascosto un numero del progetto e immediatamente il topolino torna al suo posto. Tom si mette così a costruire la trappola, che Jerry fa scattare tirando un pezzo di formaggio attaccato ad un filo; dopo il complesso funzionamento della trappola, una cassaforte appesa dovrebbe cadere addosso a Jerry, ma invece finisce per cadere addosso a Tom, uscito allo scoperto. Jerry scappa via e Tom esce fuori dalla cassaforte e poi commenta: "Accidenti devo aver fatto qualche errore di calcolo, non c'è alcun dubbio!".

## Edizione italiana
A dare le voci sono stati Franco Latini che, oltre a doppiare Tom alla fine del cartone animato, leggeva anche il cartello e la battuta era: "La migliore trappola per topi, disegnata e costruita da Tom il gatto"; Isa Di Marzio invece presta la voce al topo disegnato del progetto quando sveglia Jerry.

## Curiosità
- Uno spezzone di questo cartone ricompare nel cartone animato del 1967 Piano di cattura (Shutter Bugged Cat), diretto da Tom Ray, che è un parziale remake dello stesso corto.
- Il gatto e il topo del progetto ricompaiono nella sigla iniziale della serie animata Tom & Jerry Tales.